# Bandiera di Naiman
La bandiera di Naiman (奈曼旗S, Nàimàn QíP) è una bandiera della Cina, appartenente alla regione autonoma della Mongolia Interna e amministrata dalla prefettura di Tongliao.